# St. Nikolaus (Untereschenbach)

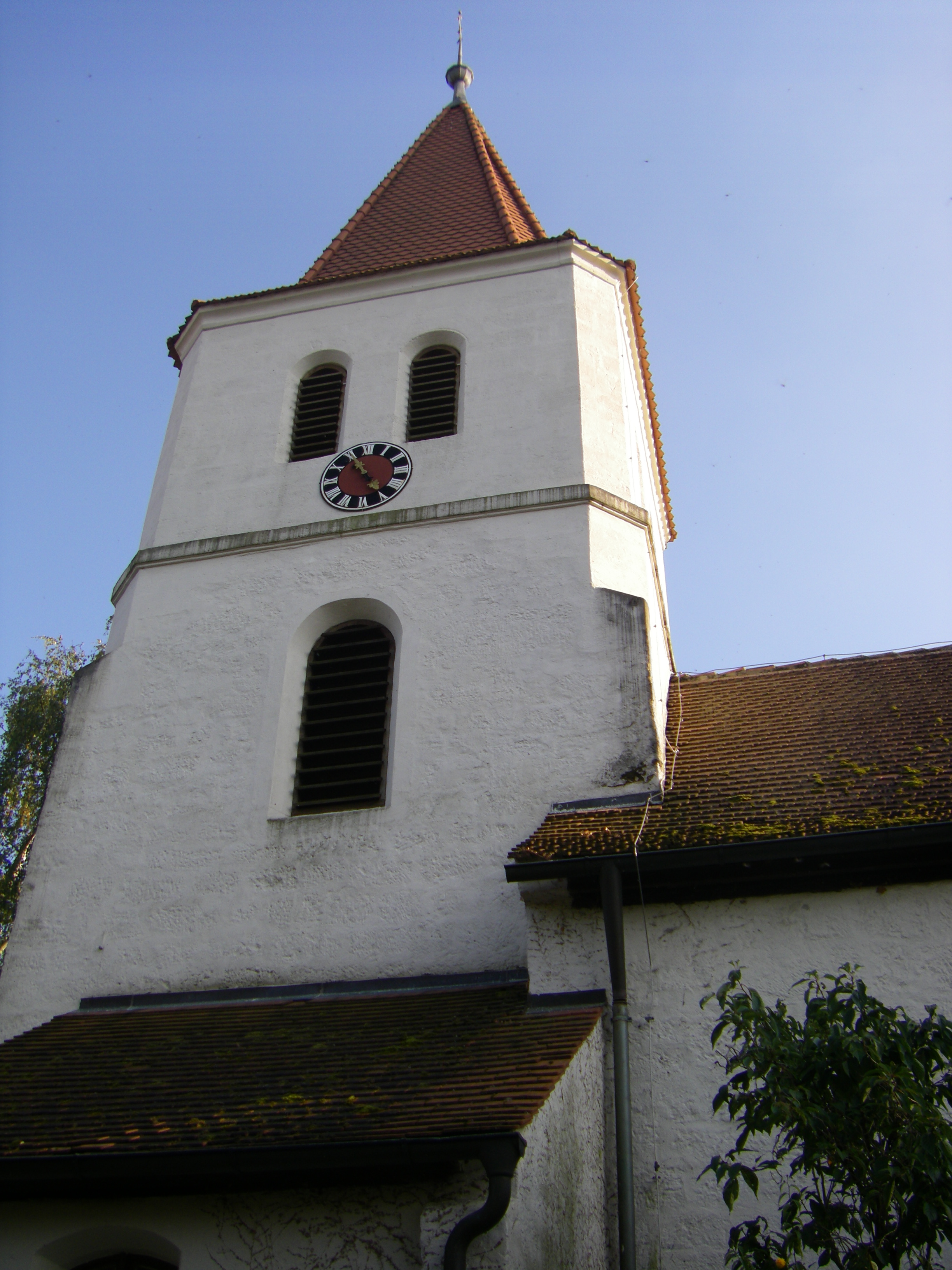
St. Nikolaus, Nordseite

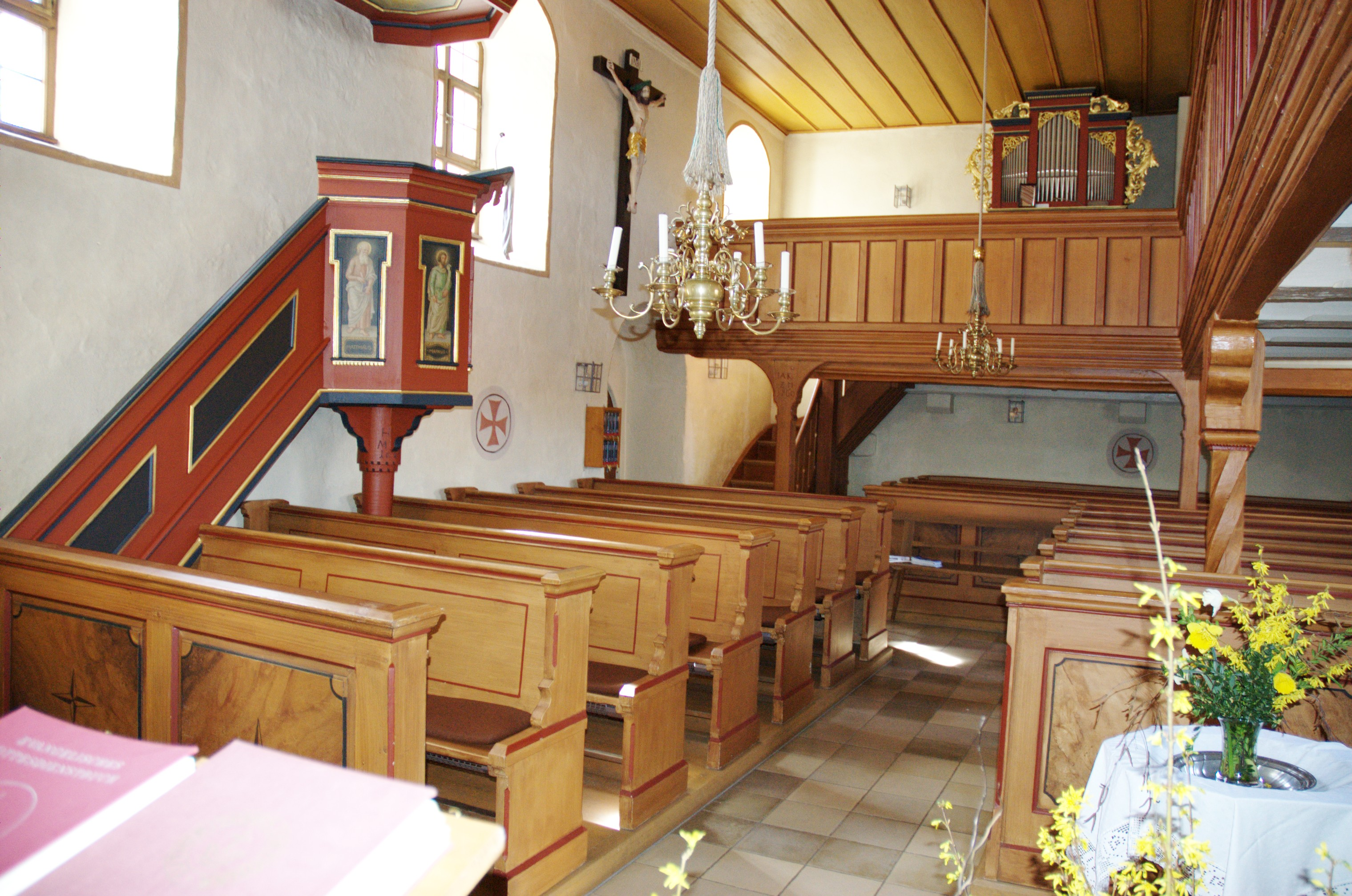
Saal

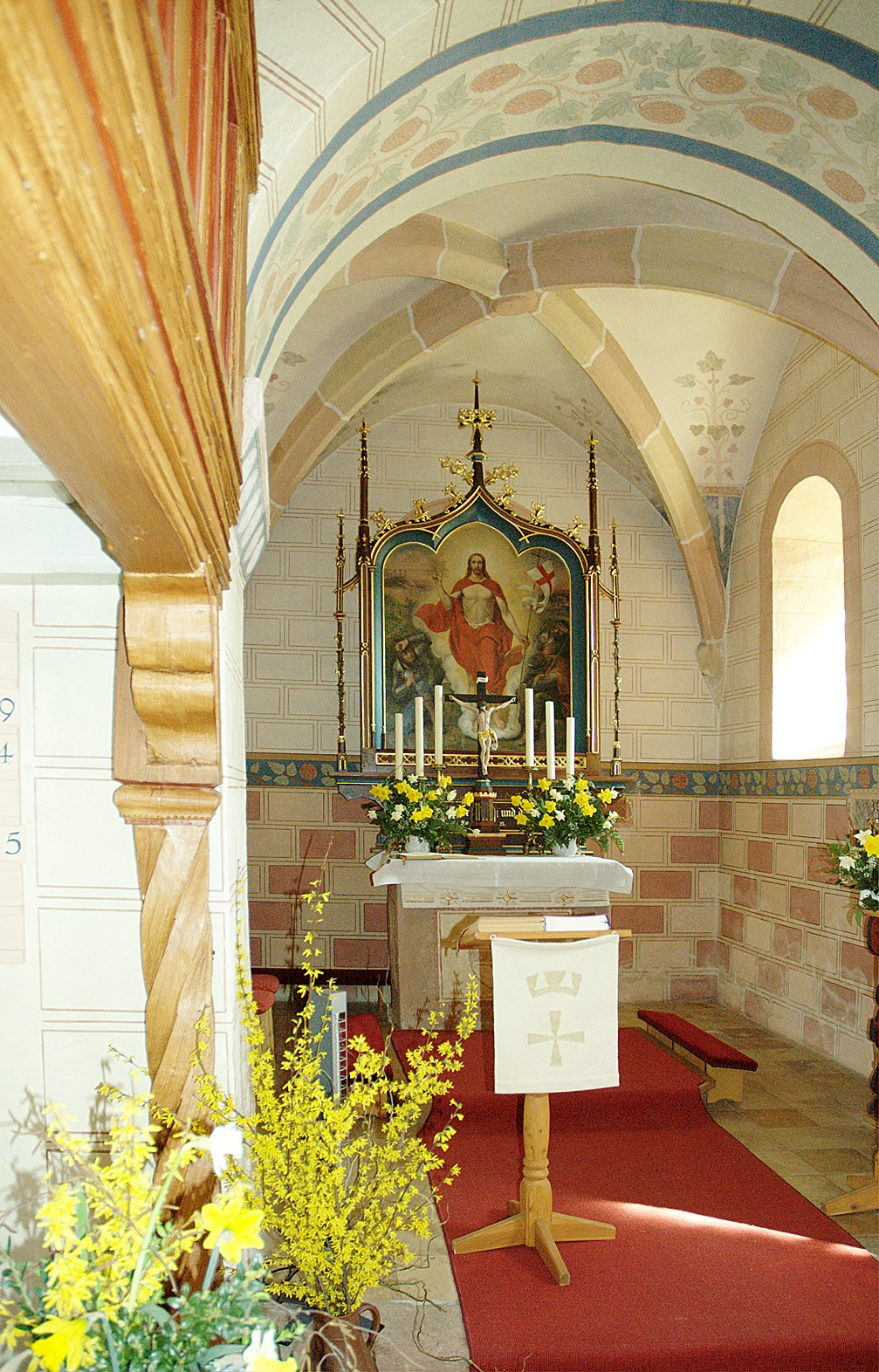
Chorraum

St. Nikolaus ist eine nach dem griechischen Bischof Nikolaus von Myra benannte Kirche in Untereschenbach, die zur evangelisch-lutherischen Kirchengemeinde St. Andreas (Wassermungenau) im Dekanat Windsbach gehört.

## Kirchengemeinde
Ursprünglich war St. Nikolaus eine Filiale von St. Otto in Hergersbach. Nachdem diese Kirche im Dreißigjährigen Krieg völlig zerstört und nicht mehr wieder aufgebaut worden war, gehörte St. Nikolaus zunächst zur Pfarrei St. Margareta (Windsbach), ab 1729 zu St. Andreas, nachdem diese zur Pfarrkirche erhoben worden war.
Ursprünglich wurde nur einmal im Jahr am Kirchweihsonntag – am Sonntag nach Ägidius (1. September) – Gottesdienst gehalten, ansonsten nur zu Begräbnissen. Heute findet neben den Kasualien (Taufe, Hochzeit, Beerdigung) alle zwei Wochen ein Frühgottesdienst statt.

## Baugeschichte
St. Nikolaus ist eine Wehrkirche, die um 1400 auf einer Anhöhe erbaut wurde. Wenig später wurde auch ein Friedhof hinter den Wehrmauern angelegt. Im Dreißigjährigen Krieg wurde die Kirche teilweise zerstört. Erhalten geblieben ist der Chorturm im gotischen Stil. Das Kirchenschiff wurde 1709 bzw. 1769 im barockisierten Stil neu errichtet. Auch die Ausstattung stammt weitgehend aus dieser Zeit (Kanzel 1669, Taufstein und Orgelgehäuse 1720, Empore 1709), der Altar allerdings aus dem 19. Jahrhundert. Der ursprüngliche gotische Altar wurde 1669 von Markgraf Karl Wilhelm Friedrich nach Ansbach gebracht.
1853 folgten Erhaltungsarbeiten, u. a. wurde der Turm erhöht, so dass man die Uhr auch auf den Feldern sehen konnte und der Glockenschlag besser zu hören war. 1982 kam es zur umfassenden Außenrenovierung, die von den Untereschenbacher Bewohnern durchgeführt wurde. 1988 erfolgte eine Innenrenovierung. 1989 wurde der neugotische Altaraufsatz mit einem Gemälde des auferstandenen Christus der St.-Georg-und-Veitskirche in Sachsbach übernommen. Er wurde 1905 gefertigt. 2003 wurden zu den zwei schon vorhandenen Glocken drei weitere angeschafft, die von der Firma Perner in Passau gegossen wurden.

## Baubeschreibung
Der Chorturm befindet sich im Osten. Er ist dreigeschossig und schließt mit einem pyramidenförmigen Spitzhelm ab. Im Chorgeschoss gibt es an der Süd- und Ostseite ein Stichbogenfenster, an der Nordseite schließt die Sakristei an. Im ersten Geschoss an allen Seiten Stichbogenschalllöcher, im zweiten Geschoss an allen Seiten jeweils ein Paar kleiner Stichbogenschallöffnungen und Ziffernblätter an der Nord- und Ostseite. Der Saalbau im Westen hat drei Achsen mit Stichbogenfenstern und schließt mit einem Satteldach auf der Höhe des ersten Turmgeschosses ab. An der Südseite befindet sich das Rundbogenportal.
Der einschiffige Saal schließt mit einer Holzdecke flach ab. Holzemporen sind an der Nord- und Westseite eingezogen. Die Holzkanzel mit polygonalem Korb und Schalldeckel ist an der Südseite angebracht. Der Taufstein steht im nordwestlichen Bereich des Saales. Der Saal ist an der Ostseite durch ein Rundbogenportal mit dem Chor verbunden. Dort steht der Hochaltar mit Aufsatz.